# Nick Begich
Nicholas Joseph Begich dit Nick Begich est un homme politique américain né le 6 avril 1932 et mort le 16 octobre 1972. Il est le grand-père de Nick Begich III, personnalité politique et le père de Nick Begich II, essayiste de la complosphère.

## Biographie
Nick Begich est originaire du Minnesota. Il étudie à l'université d'État de Saint Cloud puis à l'université du Minnesota, d'où il sort diplômé en 1954. Après avoir travaillé en lycée, il devient principal des écoles du Fort Richardson (Alaska) de 1959 à 1968. Il donne parallèlement des cours à l'université d'Alaska puis se reconvertit dans l'immobilier.
Begich est élu sous les couleurs du Parti démocrate au Sénat de l'Alaska de 1963 à 1971. Il est le whip de la minorité démocrate durant son deuxième mandat, à partir de 1967.
Après un premier échec en 1968 face au républicain Howard Pollock (en), Begich se présente à nouveau à la Chambre des représentants des États-Unis en 1970. Il est élu représentant en battant Frank Murkowski.
En octobre 1972, son avion est porté disparu alors qu'il voyage d'Anchorage à Juneau avec le chef de la majorité démocrate Hale Boggs, son assistant Russell Brown et le pilote Don Jonz. Malgré d'importantes recherches, l'avion n'est jamais retrouvé. Bien que disparu, Begich est réélu avec douze points d'avance sur le républicain Don Young le mois suivant. Il est officiellement présumé mort le 29 décembre 1972 et Young lui succède à la Chambre des représentants.